# Брестице (Республика Сербская)
Брестице (серб. Брестице / Brestice) — село в общине Билеча Республики Сербской Боснии и Герцеговины. Население составляет 18 человек по переписи 2013 года.

## Известные уроженцы
- Радослав Братич[серб.] (1948—2016), писатель